# Bass River (New Jersey)
De Bass River is een zijrivier van de Mullica River, naar schatting 16 km lang, in zuidoost New Jersey.
Het begint in de Pinelands van zuidoost Burlington County en stroom zuidwaarts, door het Bass River State Forest, en komt samen met de Mullica uit het noorden naar schatting 1,6 km stroomopwaarts van zijn monding in Great Bay. De lagere 3 km van de rivier vormen een arm van het estuarium van de Mullica.